# 上帕拉伊索 (朗多尼亞州)
09°42′47″S 63°19′15″W / 9.71306°S 63.32083°W
上帕拉伊索（葡萄牙語：Alto Paraíso）是巴西的城鎮，位於該國西北部，由朗多尼亞州負責管轄，始建於1992年2月13日，面積2,652平方公里，2013年人口19,459，人口密度每平方公里7.34人。